# Andros (Bahamas)
L'arcipelago delle Andros è il più grande delle Bahamas. Spesso indicate come un'unica isola, le Andros sono composte da tre isole principali: North Andros (la sesta isola per dimensione delle Indie Occidentali con i suoi 3439 km²), Mangrove Cay, South Andros.
Al censimento del 2000 possedeva una popolazione di 7 282 abitanti, il che la rende la meno densamente popolata fra tutte le Bahamas. La maggior parte di queste persone vivono sulla costa orientale dell'isola in tre principali centri: Nicholls Town e Andros Town su North Andros, e Congo Town su South Andros.
Sotto al tratto di mare che la separa dall'isola di New Providence si trova una fossa oceanica denominata Lingua dell'Oceano la cui profondità raggiunge i 1800 metri.

## Flora e fauna
La barriera corallina e la Lingua dell'Oceano, insieme alle paludi di mangrovia, le pozze di marea rocciose e agli estuari, forniscono habitat riproduttivi e di sviluppo ad una grande varietà di vita marina. Andros ha un assortimento di ecosistemi vicini alla costa e sulla riva che potrebbe essere unica sulla Terra: bacini di marea e buchi blu oceanici, sabbie basse e fangose, estuari di marea, paludi di mangrovia, l’eco-zona pelagica del tuffo da 6000 piedi a solo un miglio dalla riva, la terza barriera corallina più grande al mondo ed enormi falde acquifere di acqua dolce. La biosfera marina è nutrita sia dalla brulicante vita delle paludi di mangrovia e dagli estuari sul continente, che dal ricircolo di acqua fresca dalla Lingua dell’Oceano, risultando in una varietà di vita marina senza paragoni.
Le megattere, che sono diffuse negli oceani di tutto il mondo, seguono un percorso migratorio regolare, passando i mesi caldi in acque temperate e polari per cibarsi e quelli freddi in acque tropicali, per l’accoppiamento e la riproduzione. Le megattere erano una volta comuni nella Lingua dell’Oceano intorno ad Andros, e sono tuttora avvistate con frequenza. Anche le balene pilota sono spesso viste lungo le coste di Andros.
All’interno della barriera corallina di Andros, le Acropore cervicornis e A. palmata e altri coralli sono diffusi a basse profondità tra i 3 e i 6 metri. Al di là delle barriere superficiali vi sono piccole isole coralline e altre isolette, dalle quali il fondale discende gradualmente fino a profondità che variano dai 70 ai 120 piedi fino alla “Barriera”, con il suo salto di 6000 piedi negli abissi della Lingua dell’Oceano.
Nelle acque di Andros sono diffuse quattro specie di tartarughe: la tartaruga comune, verde, embricata e raramente, la tartaruga liuto.